# Cleidogona unita
Cleidogona unita är en mångfotingart som beskrevs av Ottis Robert Causey 1951. Cleidogona unita ingår i släktet Cleidogona och familjen Cleidogonidae. Inga underarter finns listade i Catalogue of Life.